# Orca Browser
Orca Browser — безкоштовний веббраузер і RSS-агрегатор на рушію Gecko, що працював під управлінням Windows. Розробка Orca Browser була припинена, на офіційній сторінці розміщено повідомлення, де пропонують використовувати Avant Browser, як подібний браузер, але з кращим функціоналом.
Orca Browser вперше з'явився у 2005 році під назвою Doctor Orca. На той час використовуваний рушій був таким самим, як Mozilla Firefox 2. Пізніше, через короткий час, його творці відмовились від проекту через деякі технічні проблеми.
15 липня 2009 року Avant випустила бета-версію Orca 1.2 та обновила її до рушія Gecko 1.9.1, набору версій Firefox 3.5.

## Системні вимоги
- Процесор 300 МГц
- 128 МБ оперативної пам'яті

## Можливості
- Синхронізація закладок, стрічок новин, налаштувань і паролів за допомогою Avant Online Storage.
- Власний менеджер форм і паролів.
- Підтримка розширень Firefox.
- Блокування реклами і спливаючих вікон.
- Відновлення вікон після аварійного завершення роботи програми.
- Видалення інформації про відвідані сайти.
- Менеджер проксі-серверів.

## Недоліки
- Відносно складний інтерфейс із великою кількістю кнопок.
- Неповна підтримка розширень Firefox.
- Використання тем оформлення, несумісних із Firefox.